# Казе Телеска Риналди (Потенца)
Казе Телеска Риналди (итал. Case Telesca Rinaldi) је насеље у Италији у округу Потенца, региону Базиликата.
Према процени из 2011. у насељу је живело 27 становника. Насеље се налази на надморској висини од 747 м.